# Hai (vezír)

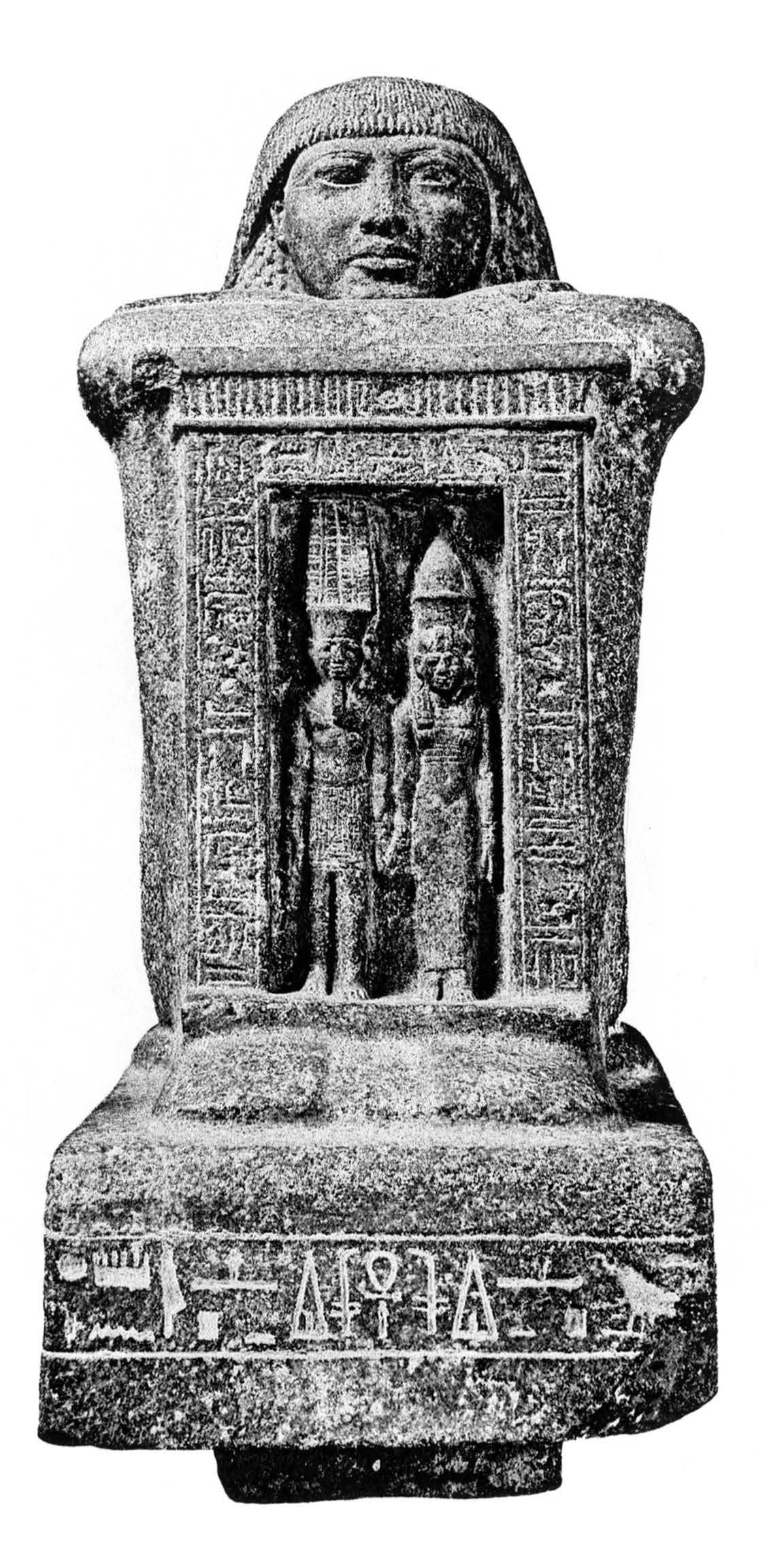
Hai szobra

Hai ókori egyiptomi vezír volt a XIX. dinasztia idején, Felső-Egyiptom vezírje II. Ramszesz uralkodásának harmadik évtizedétől a hatodikig.
Egy abüdoszi családi sztélé említi, hogy Hai apja Hai, a csapatok parancsnoka, anyja pedig Nubemniut, Ámon énekesnője volt. Felesége neve Jam. Hai első királyi hírnökként kezdte pályafutását. II. Ramszesz 26. uralkodási évében nevezték ki vezírré, valószínűleg Paszert követte a poszton, utóda Noferronpet volt. A 40. uralkodási év után az ő feladata volt bejelenteni az uralkodó szed-ünnepeit (a 30., 34., 37., 40., 42. és 45. évben). Gebel el-Szilszilében egy sztélén írják, hogy „a Két Föld ura, Uszermaatré-Szetepenré, a koronák ura, Ramszesz, örökké éljen, mint Ré, őfelsége úgy határozott, hogy az örökös herceg és nemesember, az isteni atya, az isten kegyeltje, Nehen őrzője, Maat prófétája, a bíró és tisztségviselő, a város kormányzója, a vezír, Hai, az igazhangú kapta a megbízást, hogy bejelentse a jubileumi ünnepséget az egész földnek, délen és északon.” A negyedik és ötödik szed-fesztiválokat (a 40. és 42. évben) Hai az uralkodó fiával, Haemuaszet herceggel jelentette be.
Számos említése fennmaradt. Két szobra áll a karnaki templomban, említik egy sztélén Abüdoszban és egy ajtókereten Kantírban. Gebel Szilszilében sztéléi és szobrai maradtak fenn Horemheb sziklatemplomában. Számos leleten említik Dejr el-Medinában, ahol osztrakonra írt levelekben is szerepel.

## Sírja
Hait Sejh Abd el-Kurnában, Théba közelében temették el, ahol a sírkomplexumhoz tartozó vályogtégla piramisát a Brüsszeli Egyetem régészei találták meg 2013-ban. A piramis kb. 15 m magas, alapja 12 m széles lehetett, tetején piramidion, amely Hait Ré-Harahti előtt ábrázolta.

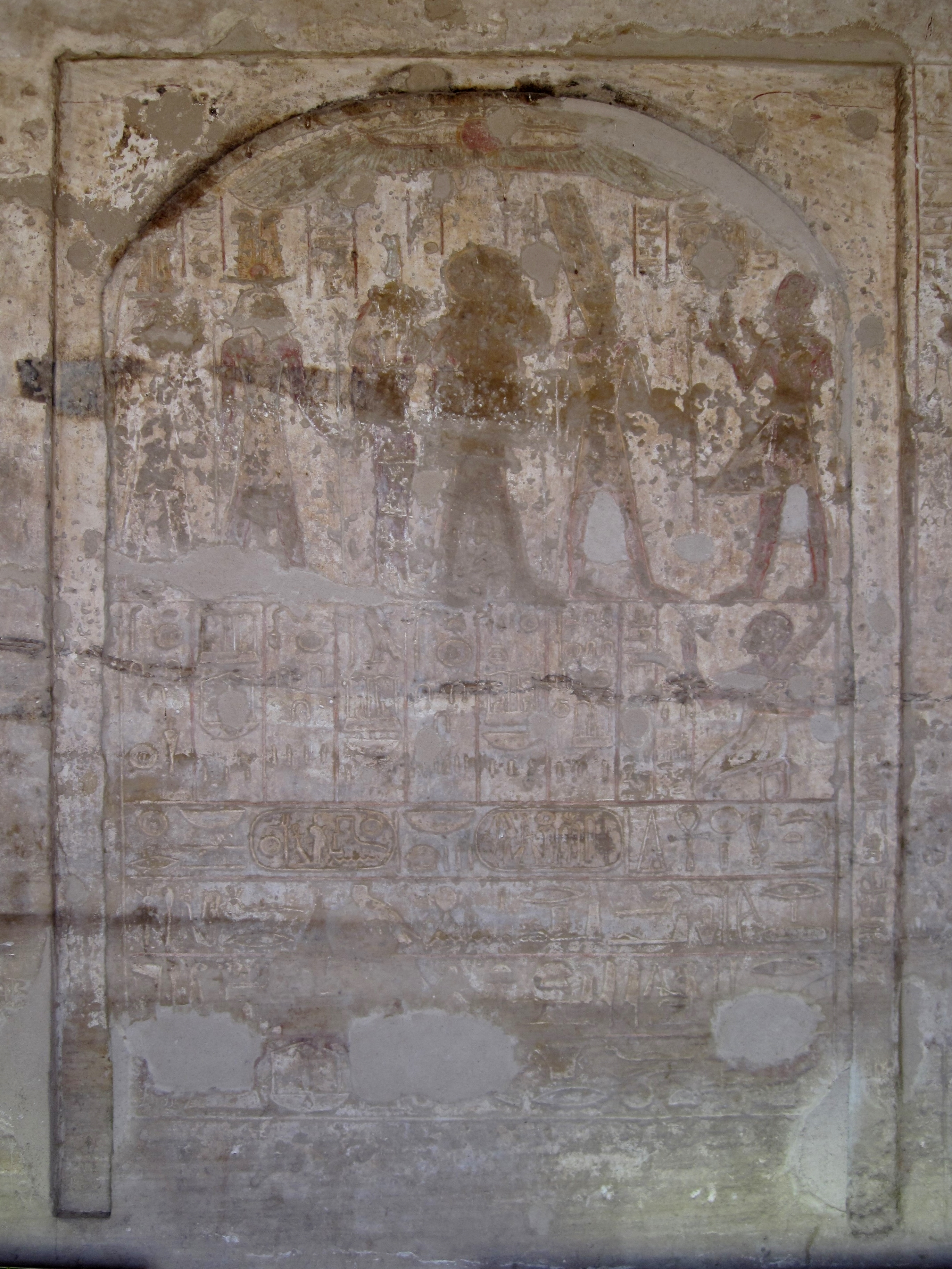
Sztélé Horemheb Gebel el-Szilszile-i sziklatemplomábnan. Hai jobboldalt a második regiszterben látható

## Fordítás
- Ez a szócikk részben vagy egészben  a   Khay (Vizier) című angol Wikipédia-szócikk ezen változatának fordításán alapul.  Az eredeti cikk szerkesztőit annak laptörténete sorolja fel. Ez a jelzés csupán a megfogalmazás eredetét és a szerzői jogokat jelzi, nem szolgál a cikkben szereplő információk forrásmegjelöléseként.